# Карстиени (Арђеш)
Карстиени (рум. Cârstieni) насеље је у Румунији у округу Арђеш у општини Калинешти. Oпштина се налази на надморској висини од 292 m.

## Становништво
Према подацима из 2002. године у насељу је живело 794 становника, од којих су сви румунске националности.